# ウィスコンシン大学ミルウォーキー校
ウィスコンシン大学ミルウォーキー校（英語: University of Wisconsin-Milwaukee）は、ウィスコンシン州ミルウォーキーに本部を置くアメリカ合衆国の州立大学。1956年創立、1956年大学設置。

## 概要
ウィスコンシン大学システムに含まれる。大学の規模はウィスコンシン大学マディソン校に次いで2番目である。

## 著名な卒業生
- アルベルト・フジモリ
- ゴルダ・メイア
- フィル・カッツ
- ジャック・キルビー
- サティア・ナデラ